# Relaciones Estados Unidos-Papúa Nueva Guinea
Las relaciones Estados Unidos-Papúa Nueva Guinea son las relaciones diplomáticas entre Estados Unidos y Papúa Nueva Guinea.

## Historia
Los Estados Unidos y Papua Nueva Guinea establecieron relaciones diplomáticas tras la independencia de este último el 16 de septiembre de 1975. Las dos naciones pertenecen a una variedad de organizaciones regionales, incluido el foro Cooperación Económica Asia-Pacífico (APEC); el Foro Regional de la ASEAN (ARF); la Secretaría de la Comunidad del Pacífico (SPC); y el Programa Ambiental Regional del Pacífico Sur (SPREP).
Uno de los esfuerzos de cooperación multilateral más exitosos que vinculan a los Estados Unidos y Papua Nueva Guinea es el Tratado Multilateral de Pesca de Atún entre las Islas del Pacífico y los Estados Unidos, en virtud del cual los Estados Unidos otorgan 18 millones de dólares por año a las partes de las Islas del Pacífico, y este último brinda acceso a los barcos pesqueros de los Estados Unidos. Los Estados Unidos han proporcionado asistencia humanitaria significativa a Papua Nueva Guinea y han contribuido a la rehabilitación de  Bougainville. USAID financia un proyecto de $ 1.5 millones por año VIH / SIDA en Papua Nueva Guinea.
Los EE. UU. También apoyan los esfuerzos de Papua Nueva Guinea para proteger la biodiversidad. El gobierno de los Estados Unidos apoya la Iniciativa internacional de arrecifes de coral destinada a proteger arrecifes en naciones tropicales como Papua Nueva Guinea. Las fuerzas militares de EE. UU., A través del Comando del Pacífico (PACOM) en Honolulu, Hawái, brindan capacitación a la Fuerza de Defensa de Papúa Nueva Guinea (PNGDF) y han realizado ejercicios de capacitación conjunta a pequeña escala. Los EE. UU. Proporcionan policía y otros cursos de educación y capacitación para funcionarios de seguridad nacional. Los EE. UU. También patrocinan anualmente a un puñado de funcionarios y ciudadanos privados de PNG para que se reúnan y consulten con sus homólogos profesionales y experimenten de primera mano a los EE. UU. A través del  Programa de Liderazgo para Visitantes Internacionales (IVLP).
Los Estados Unidos Cuerpo de Paz cesaron sus operaciones en Papua Nueva Guinea en 2001 debido a preocupaciones de seguridad. Unos 2.000 ciudadanos estadounidenses viven en Papua Nueva Guinea, con grandes concentraciones en la sede de New Tribes Mission y el Instituto de Lingüística de Verano, ambos ubicados en la Provincia de las Tierras Altas del Este.
Los Estados Unidos mantienen una embajada en Moresby, Papua Nueva Guinea. Papua Nueva Guinea tiene una embajada en Washington D. C.